# República Popular de Luhansk
|  | Aquest article tracta sobre subjecte federal de facto de la Rússia. Vegeu-ne altres significats a «Óblast de Luhansk». |

La República Popular de Luhansk (abr. RPL; rus: Луга́нская Наро́дная Респу́блика, ucraïnès: Луга́нська Наро́дна Респу́бліка) és un subjecte federal (república) de facto de la Federació Russa que existeix en territori reconegut com a ucraïnès per la comunitat internacional. El 2014-2022 va ser un règim titella amb reconeixement limitat establert per la Federació Russa.
Era un estat reconegut parcialment entre el 2014 i el 2022. La independència d'aquest estat fou reconeguda només pels estats parcialment reconeguts d'Ossètia del Sud i Abkhazia, Síria, Corea del Nord i per Rússia.
El dia 30 de setembre de 2022, després dels referèndums produïts als territoris de Donetsk, Luhansk, óblast de Zaporíjia i óblast de Kherson, Rússia va annexionar-se aquest territoris i ara els reivindica com a seus. Aquesta annexió no ha estat reconeguda per cap òrgan internacional.

## Geografia

### Situació geogràfica
L'óblast de Luhansk, dins de la qual està situada la República Popular de Luhansk, es troba a la regió del Donbàs. Limita a l'est i al sud amb les óblasts russes de Bélgorod, Vorónej i Rostov, a l'oest, sud-oest i al nord amb les óblasts ucraïneses de Donetsk (incloent-hi el territori de la República Popular de Donetsk) i de Khàrkiv. La part nord de l'óblast de Luhansk, reclamada per la RPL, està controlada per Ucraïna. Aquest estat no té sortida al mar.

### Clima
El clima és temperat continental. L'hivern és relativament fred, amb vents forts de l'est i del sud-est, amb gebre. L'estiu és sufocant; els mesos de juliol i agost són considerablement secs. La tardor és assolellada, tèbia i seca. El nombre de les precipitacions per any és de 400—500 mm.

### Geologia

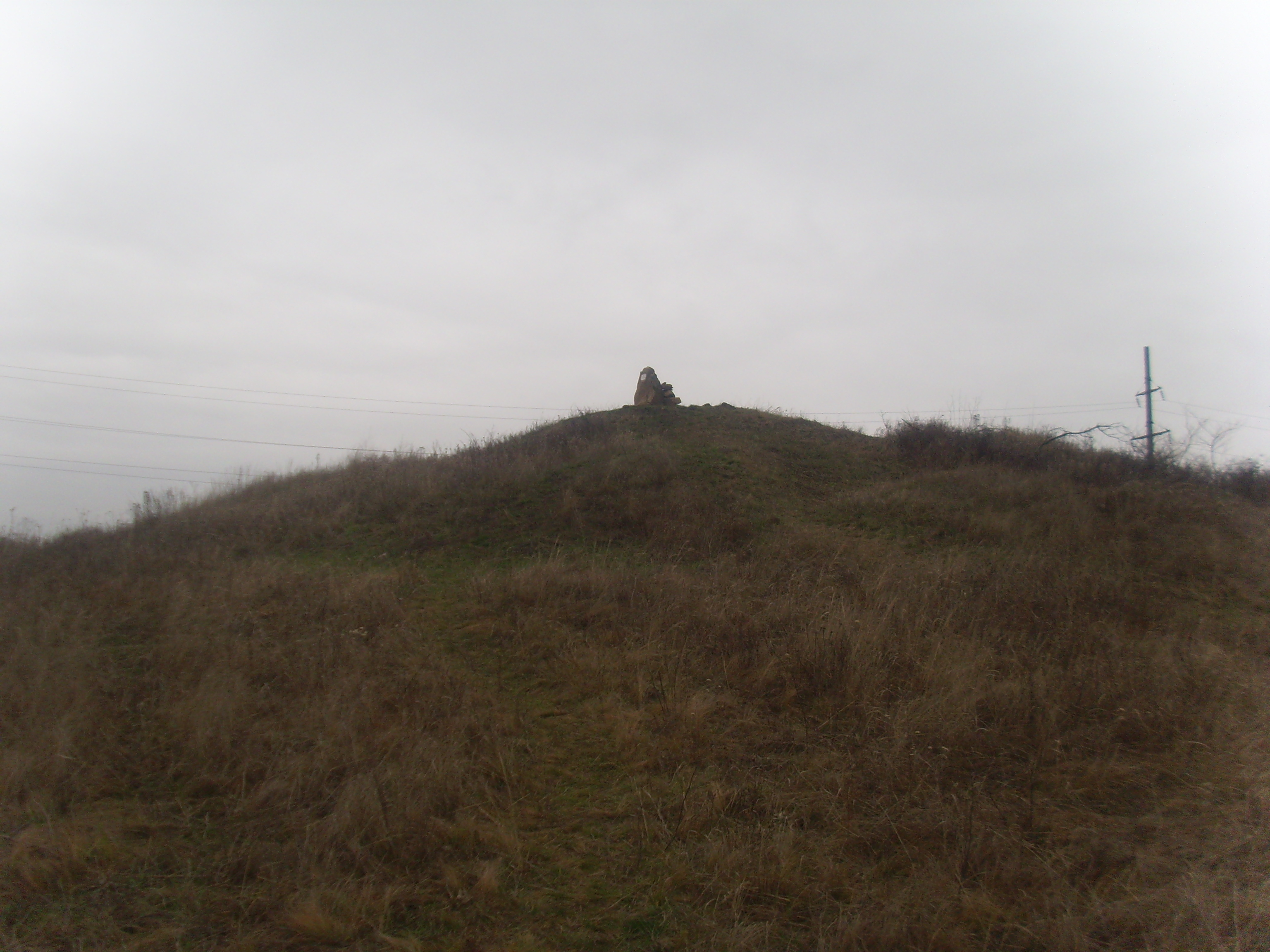
El kurgan de Mohila Metxetna

La RPL està ubicada al sud de la plana europea oriental. La superfície de la república és una plana ondulada, disseccionada per les valls fluvials. El territori de la RPL està parcialment ubicat a l'altiplà de Donets. L'altura mitjana de la superfície és de 200-300 m sobre el nivell del mar. El punt més alt de la RPL (i de tot el Donbass) és l'elevació de Mohila Metxetna (367,1 m sobre el nivell del mar), la qual es troba al voltant de la ciutat de Petrovo-Krasnolissia.

## Història

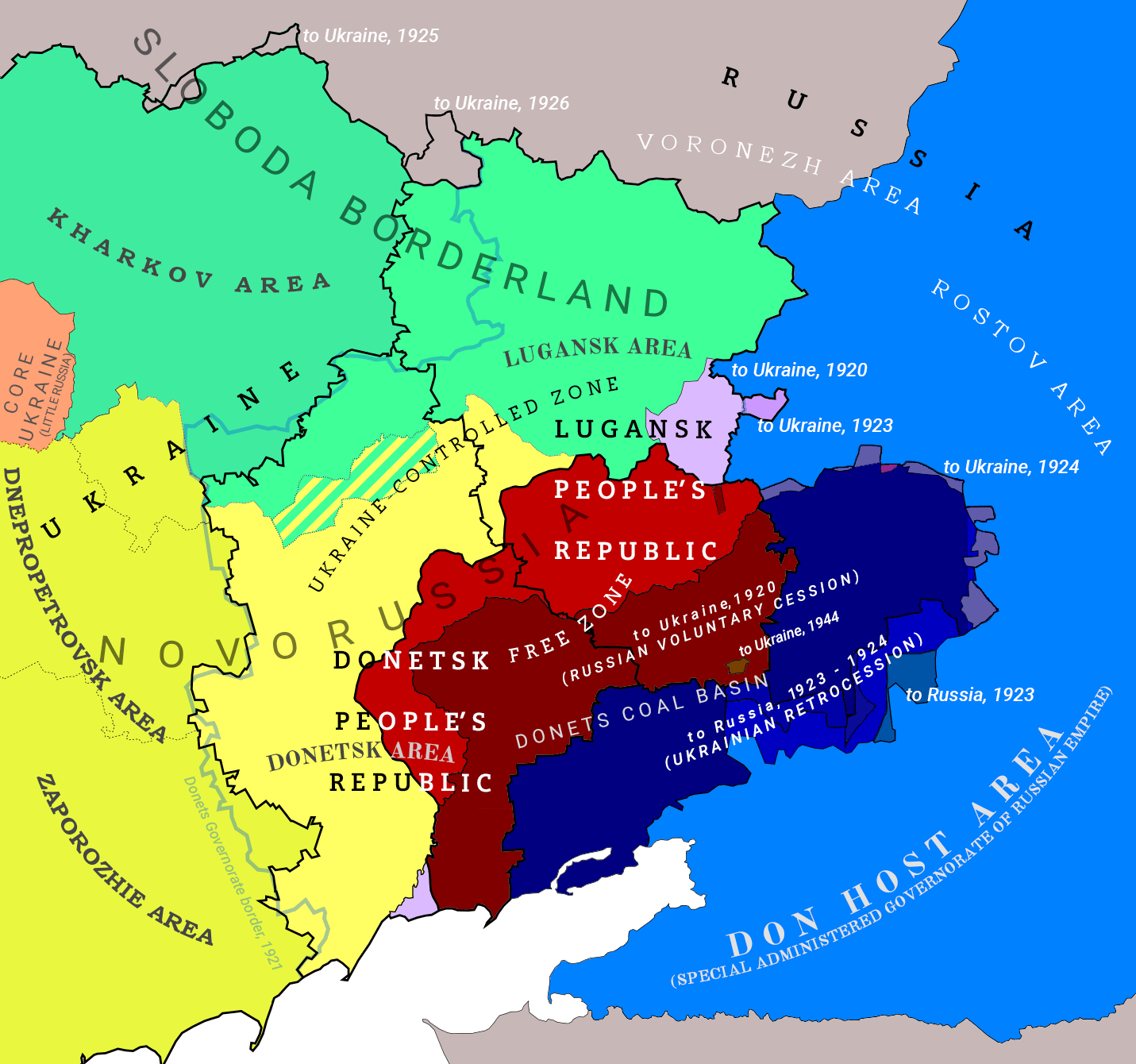

### Independència i conflicte armat
Des del març del 2014 a Luhansk es van dur a terme una sèrie de protestes contra les accions de l'antiga oposició, que va arribar a dirigir el país. Els manifestants es van negar a reconèixer les noves autoritats de Kíiv i van advocar per la federalització d'Ucraïna.
El 30 de març al centre de la ciutat de Luhansk van fer una manifestació, en la qual es reuniren (segons l'Agència d'Informació Independent d'Ucraïna UNIAN) aproximadament dos mil persones. Els participants amb banderes de la Federació Russa, cartells «Ucraïna és Rus», «Europa és Sodoma i Gomorra», «la llengua russa és oficial» de fet escandiren: «Luhansk, aixeca't!», «Rússia!», «Ucraïna és Rus». Els activistes volien la federalització del país i també la incorporació de Luhansk en Rússia. A més, exigiren que els diputats fessin dimitir el governador (novament nomenat per Kiiv) de la província, s'oposaren a la reducció de les normes socials i exigiren l'alliberament d'Arsen Klintxàev i Aleksànder Kharitonov.
El 6 d'abril del 2014 uns mil manifestants van ocupar l'edifici del Servei de Seguretat d'Ucraïna (SBU) a Luhansk. L'endemà els activistes amb barricades bloquejaren el carrer davant de l'edifici del SSU a Luhansk. La policia municipal va ser alertada, la policia de trànsit va bloquejar les vies d'accés al centre de la ciutat. A l'edifici mateix se situà la Seu Unida de la Resistència del Sud-est. Els activistes exigiren l'alliberament de tots els presoners polítics, inclòs el líder de la «Guàrdia de Luhansk» Aleksànder Kharitonov i el diputat del consell regional Arsen Klintxàev, i amnistia de tots els «silovikí», implicats en els esdeveniments de l'Euromaidan, així com l'organització d'un referèndum d'autodeterminació a l'óblast de Luhansk. També anunciaven que crearien un «parlament de la República de Luhansk», si el govern no fes concessions.
L'11 d'abril el Major Conjunt de l'Exèrcit del Sud-est va emetre un ultimàtum a l'ajuntament de Luhansk. Dintre de 10 hores, es reunirà una sessió urgent (extraordinària), en la qual els diputats estaven obligats a adoptar les següents decisions: anunciar la sobirania estatal de la República Popular de Luhansk; per dintre de 10 dies fer un referèndum amb dues preguntes: 1. Esteu «a favor» que la República Popular de Luhansk estigui dins de la Federació Russa? 2. Esteu «a favor» que la República Popular de Luhansk estigui dins d'Ucraïna?. També la seu de l'Exèrcit del Sud-est va decidir que les armes seran lliurades només a les autoritats, que escolliran els ciutadans de l'óblast de Luhansk al referèndum.
14 d'abril els activistes rebels van fer una manifestació al costat de l'edifici de l'administració civil i militar regional de Luhansk. Membre del consell de la coordinació de l'óblast de Luhansk, Aleksei Txmulenko va dir al governador regional els requisits dels manifestants: reconèixer la il·legitimitat de les noves autoritats ucraïneses, i reconèixer la legítima existència del moviment popular i l'alliberament dels activistes detinguts. El termini de l'ultimàtum era el 16 d'abril. Segons informes de premsa, al Servei de Seguretat van quedar prop de cent rebels.
21 d'abril a l'Assemblea Popular Valeri Bolotov fou escollit com a governador popular de la República de Luhansk.
24 d'abril a Luhansk va venir Iúlia Timoixenko per negociar amb els invasors de l'edifici del Servei de Seguretat.
28 d'abril a Luhansk es va autoproclamar la República Popular de Luhansk.
29 d'abril partidaris de la federalització (aprox. 2.000—2.500 persones) van prendre l'edifici de l'administració regional i oficina del fiscal. Als oficials de policia se'ls va fer un passadís i ells abandonaren voluntàriament l'edifici. Els policies es posaren la Cinta de Sant Jordi i s'uniren amb els manifestants. Després de les negociacions amb els activistes el Cap del Departament Regional d'Afers Interns escrigué un informe sobre la seva renúncia.
El referèndum de la RPL amb la pregunta «¿Dona suport vostè a un acte d'independència de la República Popular de Luhansk?» fou el diumenge, 11 de maig del 2014. Segons les dades dels organitzadors del referèndum, la participació va ser del 75%, dels quals «sí» digeren un 96,2% i «no» un 3,8% dels votants. Segons Oleksandr Turtxínov, al referèndum hi participaren un 24% dels votants de tota la província.
12 de maig del 2014 les autoritats de la República Popular de Luhansk amb la base de les dades del referèndum proclamaren la seva independència d'Ucraïna i planejaven de buscar el reconeixement internacional a l'ONU. 19 de maig en la reunió republicana de la República Popular de Luhansk fou enviada una carta al Ban Ki-moon per reconèixer la seva sobirania i independència. Segons el document, la república com a estat, té la intenció de construir relacions amb altres països «en base d'igualtat, pau, bona convivència i altres principis de col·laboració política, econòmica i cultural».
Dilluns, 2 de juny, aproximadament a les 15:00 les forces aèries d'Ucraïna van fer un bombardeig al centre de Luhansk. Com a conseqüència del bombardeig de la Força Aèria Ucraïnesa es danyà l'edifici de l'administració civil i militar regional de Luhansk, els coets no-controlables (suposadament CANC S-8 o bomba de dispersió, que és similar) també colpejaren un parc i un aparcament davant del parc, i mataren a 8 persones (3 homes i 5 dones), 28 van resultar ferits per les metralles. La majoria de les víctimes van arribar a l'hospital, dels quals, alguns moriren a l'hospital. Al cap d'un temps entre els morts s'identificà al ministre de Salut de la RPL, Natàlia Arkhípova i el cap de l'associació patriòtica militar Kaskad, Oleksandr Gizài.
Els MCM russos informaren que a la plaça dels Herois de la Gran Guerra Pàtria, davant de l'edifici de l'Administració de l'Estat es trobaren dos coets aeris no-controlables que no han explotat, i el nombre total de municions deslliurades durant la salva era aproximadament de 20. Allà també fou recollida una gran quantitat de fragments de coets amb el calibre de 80 mil·límetres amb etiqueta S-8-KOM.

### Annexió a Rússia
La República Popular de Lugansk, estat independent del 2014 al 2022, es va annexionar a Rússia el 30 de setembre de 2022, juntament amb la República Popular de Donetsk, províncies de Kherson i Zaporíjia, mitjançant l'aprovació d'un referèndum.
L'annexió va ser sol·licitada a Rússia després de la celebració d'un referèndum als territoris ocupats d'Ucraïna. Aquesta annexió va ser considerada il·legal per les Nacions Unides.

## Govern i política

### Sistema polític
RPL és una república unitària de tipus presidencialista (el Cap d'Estat, elegit per vot directe, és al mateix temps el cap del poder executiu). La llei bàsica de la república és la constitució aprovada el 18 de maig de 2014.
Segons la constitució, el cap d'estat i cap del poder executiu és el cap de la República Popular de Luhansk, actualment és Ígor Plótnitski. No obstant això, d'acord amb el capítol 1 del títol 75 de la Constitució de la RPL, hi ha una càrrec independent per al Cap Executiu - President del Consell de Ministres. Aquest càrrec anteriorment era ocupat pels caps de la RPL, Valery Bòlotov i Ígor Plótnitski. Fins al 26 de desembre de 2015 el primer ministre de la RPL era Gennadi Tsypkàlov. El 26 de desembre de 2015, el Consell Popular de la LPR va aprovar el General de Divisió de la Milícia Popular de la LPR Serhiy Kozlov com a President del Consell de Ministres.
El cap de la RPL s'elegeix per a cinc anys per votació secreta per sufragi universal directe, la mateixa persona no pot exercir el seu càrrec més de dos mandats consecutius. El president de la república nomena al primer ministre i als seus diputats, el president del Consell de Ministres nomena els ministres i caps d'altres òrgans executius. El govern es compon de ministres (encapçalats pels ministeris) i els caps de departaments que no tenen un lloc ministerial, però oficialment equiparats als ministres sobre l'estat. La composició quantitativa i l'estructura del govern no estan regulats per la llei i són determinades pel cap de la república.
L'escut de la República Popular de Luhansk fou aprovat el 30 d'octubre de 2014. Pel seu estil, l'escut s'assembla als escuts de les repúbliques soviètiques de l'URSS, però sense la falç i el martell. Té una corona de vuit puntes de l'estrella, utilitzada en algunes cultures com a símbol de renaixement i de guia, de la glòria i de la llum.

### Organització territorial

Organització territorial de la república popular de Luhansk

La república popular de Luhansk es divideix en municipis i districtes:
Municipis:
- Luhansk
- Altxevsk
- Antratsit
- Brianka
- Holubivka
- Sorokine
- Khrustalni
- Pervomàisk
- Róvenki
- Dovjansk
- Kadíivka

Districtes:
- Districte d'Antratsit
- Districte de Sorokine
- Districte de Lutúhine
- Districte de Perevalsk
- Districte de Popasna
- Districte de Dovjansk
- Districte de Slovianoserbsk
- Districte de Stanítsia Luhanska

### Reconeixement internacional
La República Popular de Luhansk és considerada per les autoritats ucraïneses com una part ocupada de l'óblast de Luhansk.
 Ossètia del Sud El 27 de juny de 2014 l'estat amb reconeixement limitat Ossètia del Sud reconegué a la RPL com a estat independent. 28 de gener de 2015 la RPL reconegué a Ossètia del Sud.

### Forces armades
Les forces armades fan un paper summament important en la vida de la RPL. Les forces armades de la República Popular de Luhansk a nivell oficial es diuen «Milícia popular». Es divideixen en brigades separades. El Comandant Suprem de les Forces Armades és el cap de la república.

## Demografia
La capital n'és Luhansk (417.990 h). Altres ciutats són Sievierodonetsk (150.000 h) i Altxevsk (105.398 h).

### Població per municipis
| Municipi / Districte            |           |           |           |           |           |           |           |
| Municipi / Districte            | 1.01.2016 | 1.07.2016 | 1.01.2017 | 1.06.2017 | 1.01.2018 | 1.06.2018 | 1.01.2019 |
| ------------------------------- | --------- | --------- | --------- | --------- | --------- | --------- | --------- |
| Població urbana                 | 1 405 900 | 1 398 203 | 1 391 212 | 1 384 288 | 1 376 919 | 1 370 462 | 1 362 914 |
| Població rural                  | 98 100    | 97 668    | 97 078    | 91 553    | 91 117    | 90 668    | 90 009    |
| Luhansk                         | 438 900   | 436 962   | 435 314   | 435 218   | 431 816   | 430 314   | 429 056   |
| Altxevsk                        | 108 100   | 107 376   | 106 829   | 106 354   | 105 791   | 105 245   | 104 550   |
| Antratsit                       | 75 800    | 75 400    | 74 985    | 74 538    | 74 108    | 73 820    | 73 322    |
| Brianka                         | 52 200    | 51 910    | 51 630    | 51 343    | 51 025    | 50 805    | 50 514    |
| Holubivka                       | 32 900    | 32 668    | 32 457    | 32 269    | 32 047    | 31 859    | 31 589    |
| Sorokine                        | 101 200   | 100 605   | 100 035   | 99 513    | 98 906    | 98 335    | 97 595    |
| Khrustalni                      | 120 800   | 120 146   | 119 420   | 118 713   | 117 867   | 117 184   | 116 390   |
| Pervomàisk                      | 37 800    | 37 636    | 37 453    | 37 258    | 37 091    | 36 934    | 36 755    |
| Róvenki                         | 82 000    | 81 598    | 81 234    | 80 839    | 80 433    | 80 018    | 79 582    |
| Dovjansk                        | 96 600    | 96 107    | 95 644    | 95 153    | 94 722    | 94 299    | 93 762    |
| Kadiivka                        | 90 000    | 89 267    | 88 631    | 88 101    | 87 536    | 86 915    | 86 137    |
| Districte d'Antratsit           | 30 500    | 30 313    | 30 151    | 29 994    | 29 812    | 29 651    | 29 389    |
| Districte de Sorokine           | 28 900    | 28 781    | 28 618    | 28 497    | 28 357    | 28 213    | 28 008    |
| Districte de Lutúhine           | 66 000    | 65 633    | 65 247    | 64 869    | 64 539    | 64 200    | 63 762    |
| Districte de Perevalsk          | 68 800    | 68 311    | 67 880    | 67 401    | 66 941    | 66 603    | 66 110    |
| Districte de Popasna            | 6 000     | 5 952     | 5 904     | 5 514     | 5 470     | 5 431     | 5 380     |
| Districte de Dovjansk           | 11 300    | 11 256    | 11 200    | 11 134    | 11 088    | 11 034    | 10 955    |
| Districte de Slovianoserbsk     | 53 400    | 53 134    | 52 860    | 47 956    | 47 721    | 47 529    | 47 349    |
| Districte de Stanítsia Luhanska | 2 800     | 2 816     | 2 798     | 2 788     | 2 766     | 2 741     | 2 718     |
| Total                           | 1 504 000 | 1 495 871 | 1 488 290 | 1 475 841 | 1 468 036 | 1 461 130 | 1 452 923 |

### Grups ètnics

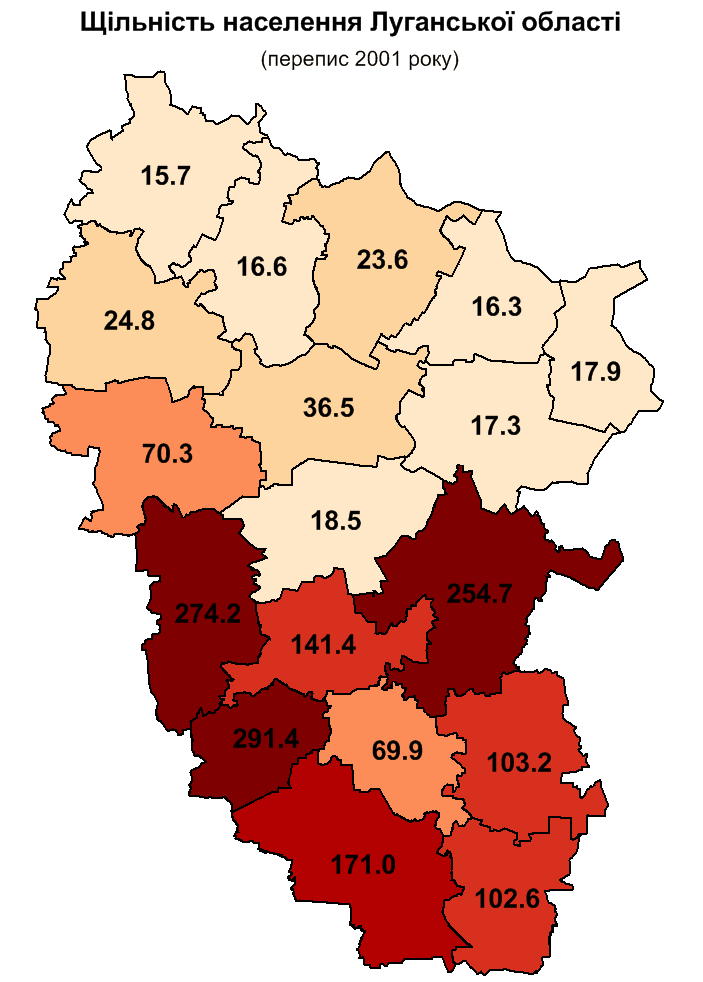
Densitat de població a l'óblast de Luhansk en 2001

Els grups ètnics dels territori controlat per la RPL, segons el cens de població del 2001 era el següent:
| Municipis/districtes            | ucraïnesos | russos | belarussos |
| ------------------------------- | ---------- | ------ | ---------- |
| Luhansk                         | 49,6       | 47,4   | 0,7        |
| Altxevsk                        | 51,6       | 44,7   | 1,1        |
| Antratsit                       | 49,7       | 46,7   | 1,0        |
| Brianka                         | 54,9       | 42,7   | 0,8        |
| Holubivka                       | 56,9       | 40,7   | 1,0        |
| Sorokine                        | 33,2       | 63,3   | 1,3        |
| Khrustalni                      | 49,2       | 46,1   | 1,1        |
| Pervomàisk                      | 65,9       | 27,3   | 1,1        |
| Róvenki                         | 63,6       | 33,7   | 1,0        |
| Dovjansk                        | 46,0       | 48,6   | 1,2        |
| Kàdiivka                        | 50,1       | 46,1   | 1,0        |
| Districte d'Antratsit           | 62,8       | 35,7   | 0,4        |
| Districte de Sorokine           | 45,9       | 51,7   | 0,9        |
| Districte de Lutúhine           | 71,0       | 26,7   | 0,7        |
| Districte de Perevalsk          | 56,7       | 40,6   | 1,1        |
| Districte de Popasna            | 81,1       | 17,5   | 0,5        |
| Districte de Dovjansk           | 69,9       | 25,9   | 0,6        |
| Districte de Slovianoserbsk     | 65,0       | 32,8   | 0,7        |
| Districte de Stanítsia Luhanska | 36,5       | 61,1   | 0,6        |
| Total                           | 52,4       | 44,1   | 0,9        |

### Llengües
Les llengües del territori controlat per la RPL, segons el cens de població del 2001 era el següent:
| municipis/districtes            | rus  | ucraïnès | belarús |
| ------------------------------- | ---- | -------- | ------- |
| Luhansk                         | 84,7 | 14,3     | 0,1     |
| Altxevsk                        | 83,6 | 15,3     | 0,1     |
| Antratsit                       | 83,7 | 13,9     | 0,1     |
| Brianka                         | 85,7 | 14,0     | 0,1     |
| Holubivka                       | 79,3 | 20,3     | 0,2     |
| Sorokine                        | 91,1 | 8,3      | 0,1     |
| Khrustalni                      | 83,6 | 14,7     | 0,1     |
| Pervomàisk                      | 57,1 | 37,9     | 0,3     |
| Róvenki                         | 78,3 | 21,2     | 0,1     |
| Dovjansk                        | 83,5 | 14,2     | 0,1     |
| Kàdiivka                        | 83,8 | 14,4     | 0,1     |
| Districte d'Antratsit           | 53,1 | 46,5     | 0,1     |
| Districte de Sorokine           | 72,3 | 27,3     | 0,1     |
| Districte de Lutúhine           | 49,8 | 49,3     | 0,1     |
| Districte de Perevalsk          | 76,4 | 23,2     | 0,1     |
| Districte de Popasna            | 35,6 | 64,1     | 0,1     |
| Districte de Dovjansk           | 41,3 | 56,0     | 0,1     |
| Districte de Slovianoserbsk     | 60,4 | 38,9     | 0,1     |
| Districte de Stanítsia Luhanska | 85,1 | 14,2     | 0,1     |
| Total                           | 77,7 | 21,3     | 0,1     |

### Problemes socials
Durant tot el conflicte, Ucraïna seguia pagant a la població de Donbàs. Encara que els problemes de la retirada en efectiu ja van sorgir al juny, cap al novembre les autoritats ucraïneses van decidir deixar de pagar als territoris no controlats a causa de la falta de garanties de seguretat (suggeriren rebre els diners acumulats a les zones sota el control de les autoritats ucraïneses). Per altra banda, les autoritats autoproclamades van començar a organitzar els tours per jubilats a les ciutats controlades pel govern ucraïnès per retirar els diners de les targetes.
Les pensions per als jubilats i discapacitats del I grup a la RPL és de 1800 hrívnies, per als discapacitats del II grup és de 1620 hrívnies i per als discapacitats del III grup és de 900 hrívnies. Les fonts dels pagaments no s'anunciaren pels representants de la RPL. En la reunió del Consell de Ministres de l'autoproclamada RPL el 8 de novembre es publicaren dades sobre els pagaments que va rebre gairebé 108 000 habitants de Luhansk, raions de Lutúguino i Krasnodon de l'óblast de Luhansk. La suma total va ser de 182 milions de hrívnies. Segons les estimacions no oficials, en general, al territori controlat per la RPL, viu prop de 300 mil pensionats.
El 7 de desembre de 2014 el ministre d'Educació, Ciència, Cultura i Religió de la RPL Lesa Làpteva (Леся Лаптева) va anunciar sobre la cancel·lació des de l'1 de gener de 2015 a les escoles controlades per la república de l'assignatura «Història d'Ucraïna». En lloc d'aquesta es planeja d'introduir l'assignatura «Història de la Pàtria»

## Economia

### Situació general
12 de juny a la pàgina web de la RPL foren publicades les tesis del programa polític de l'autoritat de la república autoproclamada, algunes de les quals es referien a la seva estructura econòmica.
El govern de la RPL va decidir d'introduir la circulació en paral·lel juntament amb la hrívnia ucraïnesa, el ruble rus, així com crear el Banc nacional. Es va decidir començar l'estatització de les propietats de l'estat ucraïnès i les empreses, els propietaris de les quals es negaren a passar sota jurisdicció de la República Popular de Luhansk. No obstant això, les organitzacions que pessaren voluntàriament sota la jurisdicció de la república, tindrien incentius fiscals i préstecs preferencials.
També s'anuncià sobre els plans durant el període de juny a agost de 2014 de cancel·lar decisió de les autoritats ucraïneses per elevar els preus de la gasolina, gas i els serveis públics
Des del juliol al territori de la RPL no funcionen les institucions bancàries, amb el motiu d'una sèrie de robatoris i assassinats del personal que treballa en els vehicles blindats de transport de fons i valors.
El 30 d'agost el cap de la RPL Ígor Plótnitski va dir que l'estatització ha de ser objecte de l'empresa en el camp del subministrament de gas i aigua.
18 de febrer de 2015 «Naftogaz» va aturar el subministrament de gas a Donbass, dient que nombroses lesions d'infraestructura de transmissió causades pels bombardejos i soscavant el territori de la guerra. La dirigencia russa va encarregar a «Gazprom» i al Departament d'Energia de la Federació Russa preparar propostes per al subministrament de gas cap a l'est d'Ucraïna com a ajuda humanitària, i tals subministraments es van organitzar gairebé immediatament, a través d'estacions de mesurament de gas «Prokhorovka» i «Platovo», situades a la frontera entre l'óblast de Rostov (Rússia) i les repúbliques de Donetsk i Luhansk. Després de la represa del subministrament de gas a la Donbass a través del sistema de transport de gas Ucraïna es va negar a pagar pel gas subministrat a través de les estacions de mesurament de gas «Prokhorovka» i «Platovo». Després d'això el monopoli rus de fet proporciona el gas a la regió de franc del febrer al juliol, al voltant de 750 milions de metres cúbics de gas (230 milions de dòlars).
L'única font d'electricitat a la RPL és procedent de la línia d'alta tensió de Rússia 500 kB «Victòria-Mines» (Победа-Шахты), per la qual la república cada dia rep 600 MBt d'energia elèctrica. El subministrament d'electricitat a Ucraïna va sota l'acord entre el «Ínter RAO» (Интер РАО) rus i «Ukrínterenergo» (Укринтерэнерго) ucraïnès des de 2014. En abril de 2015 Ukrenergo (Укрэнерго) va deixar de subministrar cinc línies elèctriques transfrontereres, per les quals l'electricitat de Rússia no anava més lluny de RPL i RPD. El juliol de 2015, la Federació de Rússia es va comprometre a no tenir en compte l'electricitat subministrada a RPD i RPL com a exportacions a Ucraïna. Qui pagarà pel subministrament continu d'electricitat queda desconegut.
A la RPL depenent del tipus d'activitat, l'impost oscil·la del 3 al 8% de la facturació. Els empresaris que venen aliments, estan obligats a pagar mensualment 600 hrívnies; per la venda de béns i serveis no alimentaris - 300 hrívnies per mes.

### Fus horari
El 22 d'octubre de 2014 el president Ígor Plotnítski va signar el decret sobre la transició a l'hora de Moscou, segons el qual la república tindria durant tot l'any la mateixa hora (UTC+3). Després del canvi d'hora el 26 d'octubre de 2014, de UTC+4 a UTC+3, la república va tenir el mateix fus horari que Moscou.

### Infraestructura
Durant el conflicte armat en 2014-2015 la infraestructura ferroviària va ser greument danyada. La càrrega i el trànsit de passatgers es van interrompre. 28 de març de 2015, es va informar sobre l'inici del servei de passatgers entre les estacions Iasinovàtaia - Luhansk.

## Cultura

### Dies festius
La república popular de Luhansk té 9 dies festius oficials, així com també 2 festes professionals:
Dies festius nacionals
- Nadal – 7 de gener
- Dia del defensor de la Pàtria – 23 de febrer
- Dia Internacional de les Dones – 8 de març
- Dilluns de Pasqua – 8, 9 d'abril en 2018 (la data varia)
- Dia Internacional dels Treballadors – 1 de maig
- Dia de la Victòria - 9 de maig
- Dia de la República – 12 de maig
- Dilluns de Pentecosta – 27, 28 de maig en 2018 (la data varia)
- Dia de la unitat nacional – 4 de novembre

Dies festius professionals
- Dia del metal·lúrgic (tercer diumenge de juliol)
- Dia del miner (últim diumenge d'agost)